# Renée Felice Smith
Renée Felice Smith (New York, 16 gennaio 1985) è un'attrice statunitense, nota per il suo ruolo di Nell Jones nella serie televisiva NCIS: Los Angeles.

## Biografia
Nata e cresciuta a New York in una famiglia d'origini irlandesi ed italiane, dopo aver recitato come guest in alcune serie televisive, nel 2010 arriva la popolarità e diventa una dei protagonisti dalla seconda stagione di NCIS: Los Angeles con il ruolo di Nell Jones, apparendo in quasi duecento episodi

## Filmografia

### Televisione
- Viralcom - Serie TV (2008)
- The Wyoming Story - Film TV (2010)
- Detachment - Il distacco - Film TV (2011)
- NCIS: Los Angeles - Serie TV, 193 episodi (2010-2021, 2023)

## Doppiatrici italiane
- Alessia Amendola in NCIS: Los Angeles